# Paulinenaue
Paulinenaue ist eine zum Amt Friesack gehörende Gemeinde im Landkreis Havelland im Land Brandenburg.

## Gemeindegliederung
Zu Paulinenaue gehört der Ortsteil Selbelang mit den bewohnten Gemeindeteilen Bienenfarm, Kamerun und Lindholzfarm. Hinzu kommen die Wohnplätze Eichberge und Rother Husar.

## Geschichte

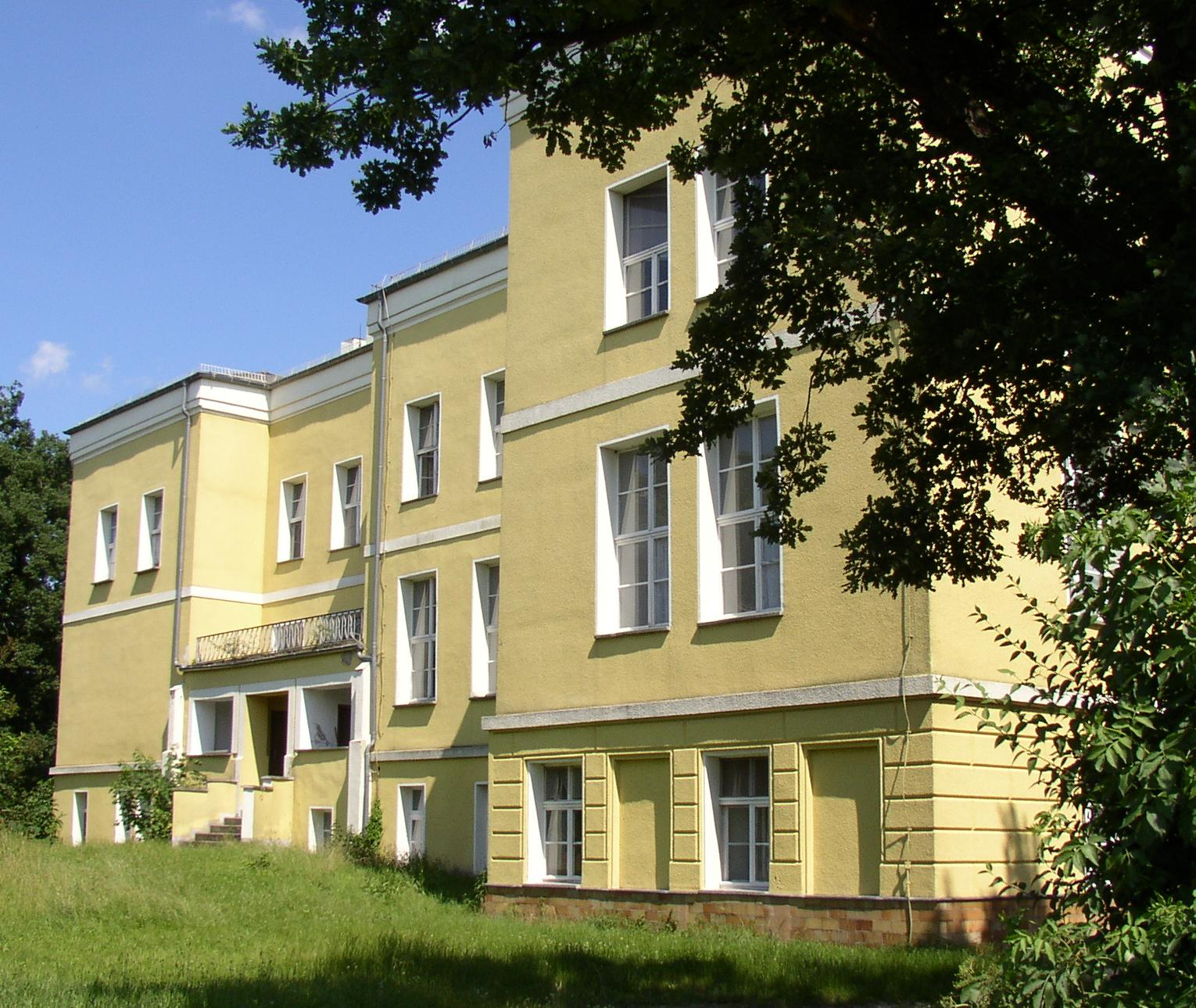
Schloss in Selbelang

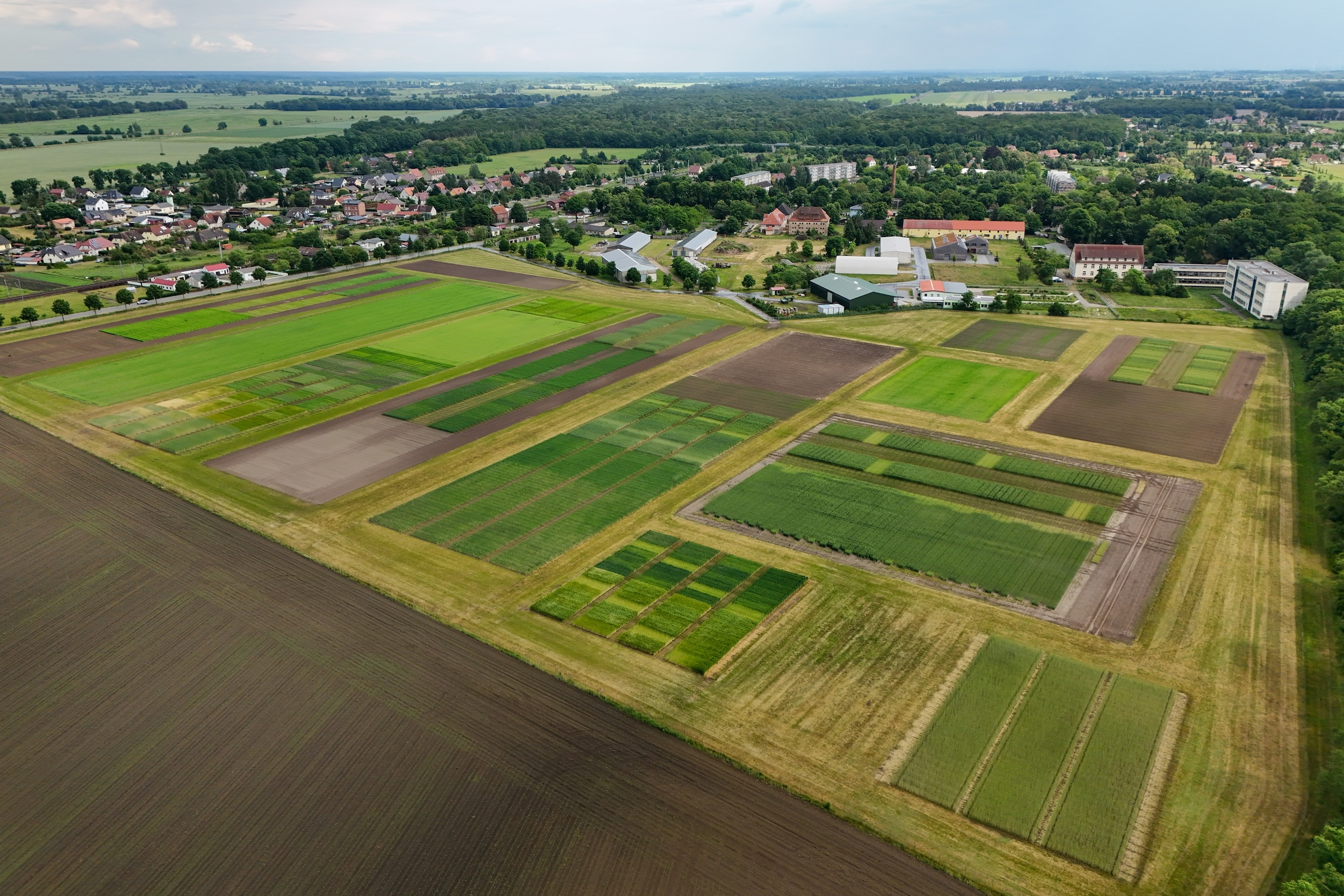
Versuchsflächen der ZALF-Forschungsstelle Paulinenaue, 2024

Das Dorf Paulinenaue liegt auf einer Talsandinsel im Havelländischen Luch. Archäologischen Ausgrabungen zufolge war die Region bereits zur Zeit des Römischen Reiches besiedelt. Die erste urkundliche Erwähnung der Gemarkung erfolgte im Jahr 1390. Hassow von Bredow verkaufte zu dieser Zeit ein Gebiet zwischen Lindholz und Lütsche an das Domkapitel Brandenburg. Im 16. Jahrhundert werden Viehhöfe der Gebrüder von Bardeleben im Lindholz erwähnt. Aus der ursprünglich zu Selbelang gehörenden „Bardelebenschen Meierei“ entwickelte sich nach Verkauf im 19. Jahrhundert unter dem Patronat des Pessiner Landadligen Friedrich Wilhelm von Knoblauch (1798–1852) der Ort Paulinenaue. Namensgeberin war 1833 von Knoblauchs Braut Pauline von Bardeleben (1811–1884).  Nach der Einrichtung eines Haltepunktes an der Berlin-Hamburger Eisenbahn 1847 wurde die Geschichte Paulinenaues in erster Linie durch die Eisenbahn bestimmt: Die Meiereien konnten nun ihre Produkte mit der Bahn nach Hamburg oder Berlin liefern. Damals standen hier nur etwa zehn Häuser. Von 1880 bis 1970 war der Bahnhof zudem Endstation der Paulinenaue-Neuruppiner Eisenbahn sowie von 1900 bis 1924 Haltepunkt an der Kreisbahn Rathenow-Senzke-Nauen. Gute Absatzmöglichkeiten und (besonders für den Erdbeeranbau) günstige Standortfaktoren beförderten nach einer Luchmelioration zu Beginn des 20. Jahrhunderts die Ansiedlung einiger Gartenbaubetriebe. 1912 war Paulinenaue zum eigenen Gutsbezirk und 1924 zur selbstständigen Gemeinde geworden.
Schon vor dem Zweiten Weltkrieg war Paulinenaue Forschungsstandort. Hans Goldschmidt, der Erfinder des Thermitverbundschweißverfahrens, betrieb als Gutsbesitzer von 1918 bis zu seinem Tod hier eine Forschungswerkstatt mit Schweißerei und Tischlerei. Nachhaltig prägte das 1949 von Eilhard Alfred Mitscherlich gegründete Institut zur Steigerung der Pflanzenerträge der Deutschen Akademie der Wissenschaften die Entwicklung des Ortes. 1957 wurde das Institut von der Deutschen Akademie der Landwirtschaftswissenschaften übernommen und in Institut für Grünland- und Moorforschung umbenannt. 1972 erhielt es den Namen Institut für Futterproduktion der Akademie der Landwirtschaftswissenschaften der DDR. In den Jahren nach der Wiedervereinigung zerfiel das Institut in mehrere Einzeleinrichtungen. Das Schloss wurde nach dem Krieg zum Gästehaus des Akademieinstituts umgebaut. Seit 2010 dient es als Altenheim.
Paulinenaue gehörte seit 1817 zum Kreis Westhavelland in der preußischen Provinz Brandenburg und ab 1952 zum Kreis Nauen im DDR-Bezirk Potsdam. Seit 1993 liegt die Gemeinde im brandenburgischen Landkreis Havelland.
Mit Wirkung vom 26. Oktober 2003 wurde das Nachbardorf Selbelang im Zuge der Gemeindegebietsreform ein Ortsteil von Paulinenaue.

## Bevölkerungsentwicklung
| Jahr | Einwohner |
| ---- | --------- |
| 1875 | 150       |
| 1890 | 155       |
| 1910 | 300       |
| 1925 | 565       |
| 1933 | 701       |
| 1939 | 713       |

| Jahr | Einwohner |
| ---- | --------- |
| 1946 | 1 053     |
| 1950 | 1 144     |
| 1964 | 0 994     |
| 1971 | 1 092     |
| 1981 | 1 173     |
| 1985 | 1 209     |

| Jahr | Einwohner |
| ---- | --------- |
| 1990 | 1 196     |
| 1995 | 1 181     |
| 2000 | 1 058     |
| 2005 | 1 328     |
| 2010 | 1 209     |
| 2015 | 1 238     |

| Jahr | Einwohner |
| ---- | --------- |
| 2020 | 1 354     |
| 2021 | 1 370     |
| 2022 | 1 323     |
| 2023 | 1 337     |
| 2024 | 1 328     |

Gebietsstand des jeweiligen Jahres, Einwohnerzahl: Stand 31. Dezember (ab 1991), ab 2011 auf Basis des Zensus 2011, ab 2022 auf Basis des Zensus 2022

## Politik

### Gemeindevertretung
Die Gemeindevertretung von Paulinenaue besteht aus 10 Gemeindevertretern und dem ehrenamtlichen Bürgermeister. Die Kommunalwahl am 9. Juni 2024 führte bei einer Wahlbeteiligung von 64,1 % zu folgendem Ergebnis:
| Partei / Wählergruppe                   | Stimmenanteil 2019 | Sitze 2019 |        | Stimmenanteil 2024 | Sitze 2024 |
| --------------------------------------- | ------------------ | ---------- | ------ | ------------------ | ---------- |
| Freiwillige Feuerwehr Paulinenaue e. V. | 30,3 %             | 3          | 26,7 % | 3                  |            |
| Paulinenauer Kulturverein e. V.         | 10,4 %             | 1          | 16,6 % | 2                  |            |
| Für Selbelang                           | 16,0 %             | 2          | 16,4 % | 1                  |            |
| Die Linke                               | 11,3 %             | 1          | 12,7 % | 1                  |            |
| Einzelbewerberin Katrin Wellenbrock     | –                  | –          | 12,1 % | 1                  |            |
| Sportverein Paulinenauer TSV            | –                  | –          | 09,1 % | 1                  |            |
| Einzelbewerber Tino Müller              | 04,8 %             | –          | 06,4 % | 1                  |            |
| SPD                                     | 27,2 %             | 3          | –      | –                  |            |
| Insgesamt                               | 100 %              | 10         | 100 %  | 10                 |            |

### Bürgermeister
- 2003–2019: Erhard Hesse (SPD)[14]
- seit 2019: Arne Breder (Freiwillige Feuerwehr Paulinenaue)

Breder wurde in der Bürgermeisterwahl am 26. Mai 2019 mit 60,5 % der gültigen Stimmen gewählt. Am 9. Juni 2024 wurde er mit 78,3 % der gültigen Stimmen in seinem Amt bestätigt. Seine Amtszeit beträgt fünf Jahre.

## Sehenswürdigkeiten

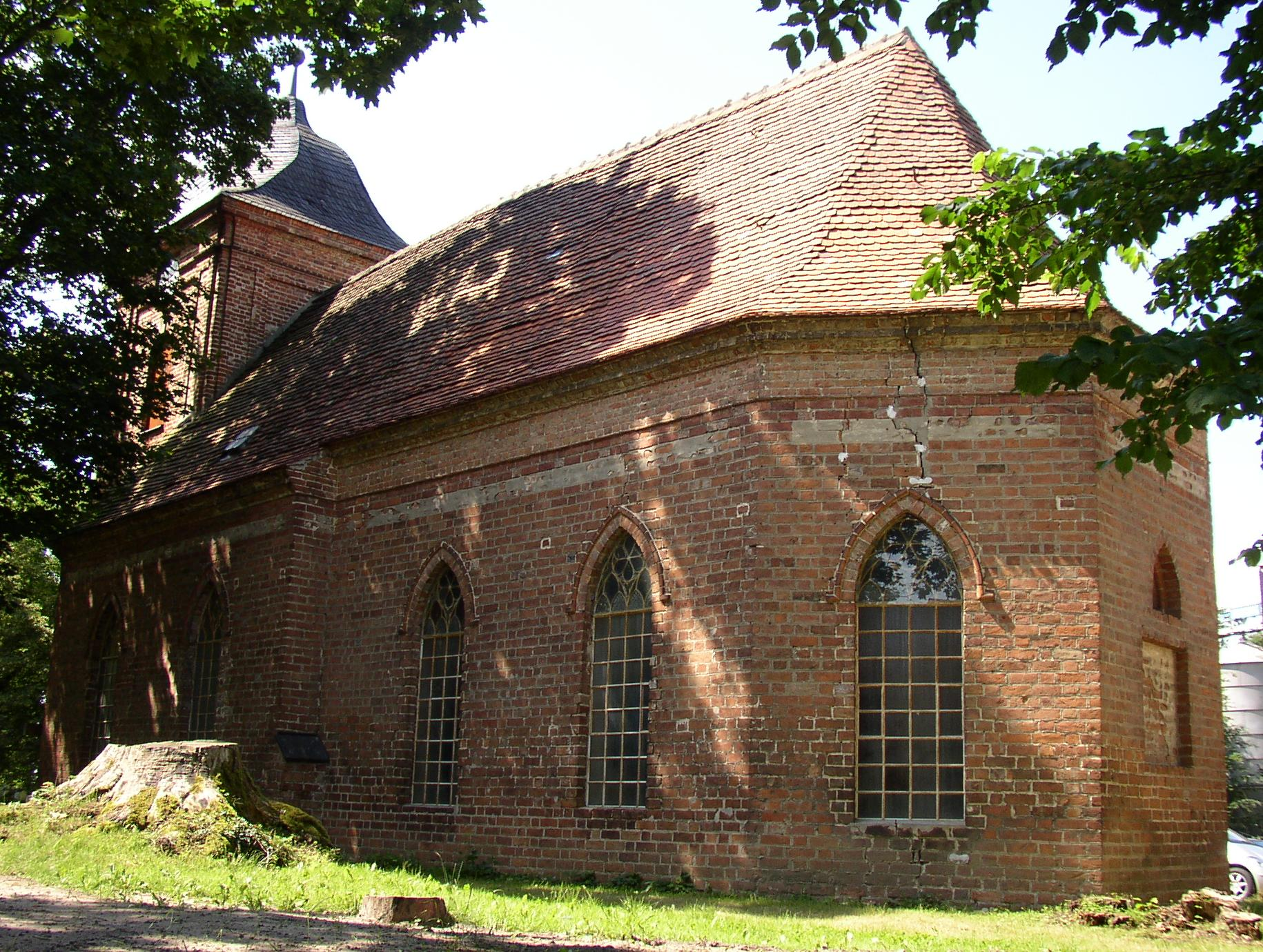
Nikolaikirche in Selbelang

Viertelmeilenstein von Selbelang

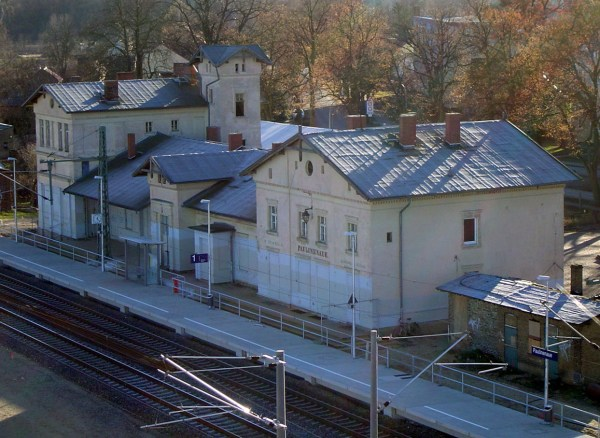
Bahnhofsgebäude

- Der Paulinenauer Gutshof wurde in seiner heutigen Ausdehnung unter Einbeziehung älterer Meiereigebäude in den 1830er Jahren angelegt und in der Zeit des Ersten Weltkriegs modernisiert. Sehenswert sind hier das Herrenhaus (1833, aufgestockt 1914/1917, saniert 2009/2010), Allee und Park, die Stallgebäude und der Speicher (1925).
- Besonders ortsbildprägend ist das klassizistische Empfangsgebäude in der ehemaligen Eisenbahnkolonie (1847, erweitert 1883). Diese Objekte sind wie die Dorfkirche Paulinenaue (1931/1932) und ein Wandbild im Speisesaal des ehemaligen Mehrzweckgebäudes aus den 1970er Jahren denkmalgeschützt.[18]
- In Selbelang stehen die Kirche St. Nikolai, die Parkanlagen und ein Viertelmeilenstein unter Denkmalschutz.
- Im Naturschutzgebiet Lindholz ist das einzige Vorkommen des Großen Zweiblatts sowie der grünlichen Waldhyazinthe in Brandenburg.

## Wirtschaft und Infrastruktur

### Wirtschaft
In Paulinenaue sind mehrere Handwerksbetriebe, ein Wohnungsbauunternehmen, eine private Haus- und Krankenpflege, eine Imkerei sowie mehrere Kleingewerbetreibende tätig. In Kamerun sind eine Pferdepension und ein Geflügelhof ansässig. Im Ortsteil Selbelang befindet sich eine staatlich anerkannte Altenpflegeschule.
In der Bahnhofstraße 9 hat die Kita Paulinchen und in der Hausnummer 5A die Karibu-Grundschule ihren Sitz.

### Verkehr
Paulinenaue liegt etwa 4 Kilometer nordöstlich der Bundesstraße 5 zwischen Friesack und Nauen.
Der Bahnhof Paulinenaue liegt an der Bahnstrecke Berlin–Hamburg und wird von der Regional-Express-Linie RE 8 (Wismar – Schwerin –) Wittenberge – Berliner Stadtbahn – Flughafen BER stündlich bedient. Von 1880 bis zur Einstellung des Personenverkehrs im Jahr 1970 zweigte hier die Strecke Paulinenaue–Neuruppin ab.
Mit der Linie 669 besteht eine Busverbindung von Paulinenaue nach Friesack und nach Nauen. Die Linien 661 und 680 bieten von Selbelang eine Verbindung nach Nauen bzw. Rathenow.
Der „Havelland-Radweg“ durchquert den Ort und trifft am Bahnhofsgebäude auf den hier beginnenden Radweg „Stille Pauline“ nach Fehrbellin, dieser ist auf der im Mai 1970 eingestellten Paulinenaue-Neuruppiner Eisenbahn trassiert. Auch der Radfernweg Hamburg–Berlin führt über Paulinenaue.
Der Flugplatz Bienenfarm bietet neben dem regulären Flugbetrieb Ausbildungsmöglichkeiten, Stellplätze oder Fallschirmsprünge an. Der Quax–Verein zur Förderung von historischem Fluggerät hat hier mehrere Oldtimer-Flugzeuge fest stationiert.

## Mit Paulinenaue verbundene Persönlichkeiten
- Otto von Erxleben (1788–1856), preußischer Major, Gutsbesitzer in Selbelang
- Hans Goldschmidt (1861–1923), Chemiker, entwickelte in Paulinenaue das Thermitverbundschweißen
- Arthur Knauer (1874–1964), Pferdezüchter und Kunstzeichner
- Eilhard Alfred Mitscherlich (1874–1956), Pflanzenbauwissenschaftler und Bodenkundler
- Carl Ramsauer (1879–1955), Physiker
- Albert Willimsky (1890–1940), römisch-katholischer Pfarrer, Widerstandskämpfer gegen den Nationalsozialismus
- Asmus Petersen (1900–1962), Agrarwissenschaftler
- Peter Pollack (1930–2017), Diplom-Landwirt, von April bis August 1990 Minister für Ernährung, Land- und Forstwirtschaft der DDR
- Günter Neumeister (* 1951), Agraringenieur, Politiker (SPD)